# 1815年北卡罗莱纳飓风
1815年北卡罗莱纳飓风（英語：1815 North Carolina hurricane）是1795年后在北卡罗莱纳州克雷文县新伯尔尼引发洪灾最严重的热带气旋。系统起初是小安的列斯群岛东面的热带扰动，向西北方向的背风群岛飘移，于8月29日抵达。气旋很快就于9月1日到达南卡罗莱纳州查尔斯顿，然后又在9月3日从北卡罗来纳州了望角附近登陆。9月5日，风暴来到新英格兰，再于次日离开。
飓风早在登岸前就已造成严重影响，沿途许多船只受损、搁浅、倾覆或被毁。风暴对玉米、棉花和水稻作物构成重大破坏，河流水位超过正常水平2.4米，部分街道和建筑被淹。气旋一共造成至少15人死亡，经济损失超过六万美元。

## 气象历史
8月26日，小安的列斯群岛以东较远处洋面出现热带扰动，之后再于8月29日出现在圣巴泰勒米并产生强风。9月1日，系统已逼近南卡罗莱纳州查尔斯顿，再于9月3日登陆北卡罗莱纳州了望角（Cape Lookout）附近，当地连续三天受到风暴影响:112。气旋接下来深入内陆，蜿蜒经过威尔明顿东面后很快就靠近新伯尔尼（New Bern）。接下来飓风在乔万县伊登顿（Edenton）转向东北，移动路线的偏移幅度同风向转变一致。:113风暴朝东北移动，进入切萨皮克湾并经过大西洋开放海域，于9月5日掠过弗吉尼亚州诺福克上空，继续沿美国东岸平行前进:47。纽约州长岛和新英格兰部分地区出现狂风暴雨，但气旋没有再度登陆，最终于9月6日早上逐渐远离陆地:113。

## 影响
8月31日夜间，从利物浦出发、重140吨的英国船只“春天号”（Spring）在南卡罗莱纳州罗曼角（Cape Romain）附近搁浅。巨浪导致船身解体，船员搭乘大划艇逃到查尔斯顿，船上装载的货物沉入大海。:71从纽约出发前往查尔斯顿的“布鲁特斯号”（Brutus）翻船，船上索具失落、主桅杆损毁，装载的奶酪和土豆受损，但最终还是安全抵达目的地。运送西班牙葡萄酒的“里士满包裹号”（Richmond Packet）飞剪式帆船在萨凡纳近海遭遇风暴，致使主桅杆断裂。查尔斯顿海岸沿线波涛汹涌，船只无法靠岸，锚固也被扯脱，其中一艘在詹姆斯岛（James Island）搁浅。风暴登陆后将棉田夷为平地，推动海水逆流而上，还把库珀河（Cooper River）上保护稻田的水坝摧毁，一年收成付诸东流。《萨凡纳共和党人报》（Savannah Republican）编辑作诗反映飓风中遇难海员的遭遇。:72查尔斯顿附近沙利文的岛上有多艘船只搁浅，查尔斯顿至乔治敦间低洼地区的棉田和稻田被狂风暴雨摧毁:43。
飓风将北卡罗莱纳州恐怖角（Cape Fear）至柯里塔克（Currituck）之间的多艘船只摧毁，同样被毁的还有庄稼、面粉厂和道路，树木被连根拔起:41。威尔明顿多幢建筑受损，其中恐怖角银行（Cape Fear Bank）的烟囱被毁。市内码头受到中等程度破坏，一艘百慕大单桅纵帆船倾覆，另一艘双桅横帆船从港口脱离，漂往附近的种植园。梅森博罗岛（Masonboro Island）一家盐厂以及近海多个屏障岛受到严重破坏，气旋在部分地点产生高达4.3米的风暴潮，将数千磅盐带入大海。梅森博罗岛的盐厂共计受到六万美元损失。熊岛（Bear Island）和白橡木河（White Oak River）沿线多地有类似灾情。昂斯洛县小镇斯旺斯伯勒（Swansboro）有两艘双桅纵帆船撞上沙洲，另外两艘船在附近搁浅，:44还有三艘船被水带到附近的树林里。北卡罗莱纳州另外一家盐厂被风暴夷平，附近海滩上一户民房被毁，五人溺亡，还有一幢房屋被水冲走，屋内四人遇难。:45北卡罗莱纳州各地都有大棵绿萌树连根拔起，了望角部分房屋虽已采取加固措施，但房门依然被冲开，据信伊登顿的灾情比1806年沿海大飓风来袭期间还要严重。费耶特维尔和罗利都有树木被大风连根拔起，导致道路阻塞。温斯顿-撒冷的庄稼受到重创，栅栏倒塌，玉米、果园和树林毁于一旦。:113
人们在新河（New River）源头附近发现一艘废弃小船的残骸，船只来历不明，但很可能是从新英格兰运送奶酪的船只。外滩群岛的博福特（Beaufort）海岸沿线多幢建筑受损，多艘正在修建的船只沉没。附近的沙克尔福群岛（Shackleford Banks）和博格群岛（Bogue Banks）也有多艘船只被毁。飓风产生强烈风暴潮，几乎把博格群岛东部的梅肯堡（Fort Hampton）全部冲走。:45堡垒中的营房还一度浮起，部分人员紧紧攀住屋顶才得以幸存。北面的奥克拉科克（Ocracoke）附近有30艘船被毁。“朱莉娅号”（Julia）船只在哈特拉斯（Hatteras）和奥克拉科克之间搁浅，船上六人跌落后丧生。此外，哈特拉斯角（Cape Hatteras）附近也有多艘船只搁浅。内陆地区数以千计的树木和许多建筑倒塌，大量农田被淹，收成付诸东流。新伯尔尼的灾情特别严重，纽斯河泛滥成灾，将该镇淹没，水深达1.8米，:46报导认为这是1795年后当地最严重的水灾:113。建筑在狂风和洪水的冲击下瓦解，许多人被迫逃离家园。帕姆利科河（Pamlico River）位于博福特县县城华盛顿（Washington）附近河段水位以每小时38厘米的速度急剧上涨，最高超过正常水位2.4米。大量木材和货物被水带走，船只挣脱锚固，其中两艘搁浅。:47
9月5日，四艘受损的英国船只被迫在弗吉尼亚州诺福克靠岸，纽约州长岛的船只也遇到强烈阵风。新英格兰部分地区在9月5至6日降下暴雨，但没有受到严重破坏。:113